# لورا بروسيوس
لورا بروسيوس (بالألمانية: Laura Brosius)‏ هي لاعبة كرة قدم ألمانية، ولدت في 8 يناير 1990 في برلين في ألمانيا. شاركت مع منتخب ألمانيا تحت 17 سنة للسيدات لكرة القدم. أما مع النوادي، فقد لعبت مع توربينه بوتسدام.